# Georges Och
Georges Och, né le 24 janvier 1800 à Paris et mort le 23 avril 1863 à Besançon, est un peintre français.

## Biographie
Jean Marie Georges Och est le fils de Georges Adam Och, maître de langues, et d'Henriette Marie Dubois.
En 1836, il épouse Élisabeth Sterky, horlogère. 
Élève de Pierre Luc Charles Ciceri, il expose au Salon de 1844 à 1848. Il cotoie Victor Chenillon avec lequel il travaillera plus tard.
Il meurt à Besançon à l'âge de 63 ans. 

## Œuvres exposées aux Salons parisiens
- Paysage avec animaux, au Salon de 1844
- Un Châlet ; vue prise à Thun (canton de Berne), au Salon de 1844
- Voyage de la Sainte-Famille en Égypte ; paysage historique, au Salon de 1848